# Micrococca wightii
Micrococca wightii là một loài thực vật có hoa trong họ Đại kích. Loài này được (Hook.f.) Prain mô tả khoa học đầu tiên năm 1911.